# Braitschite-(Ce)
La braitschite-(Ce) è un minerale.